# Omicidio di Clément Méric

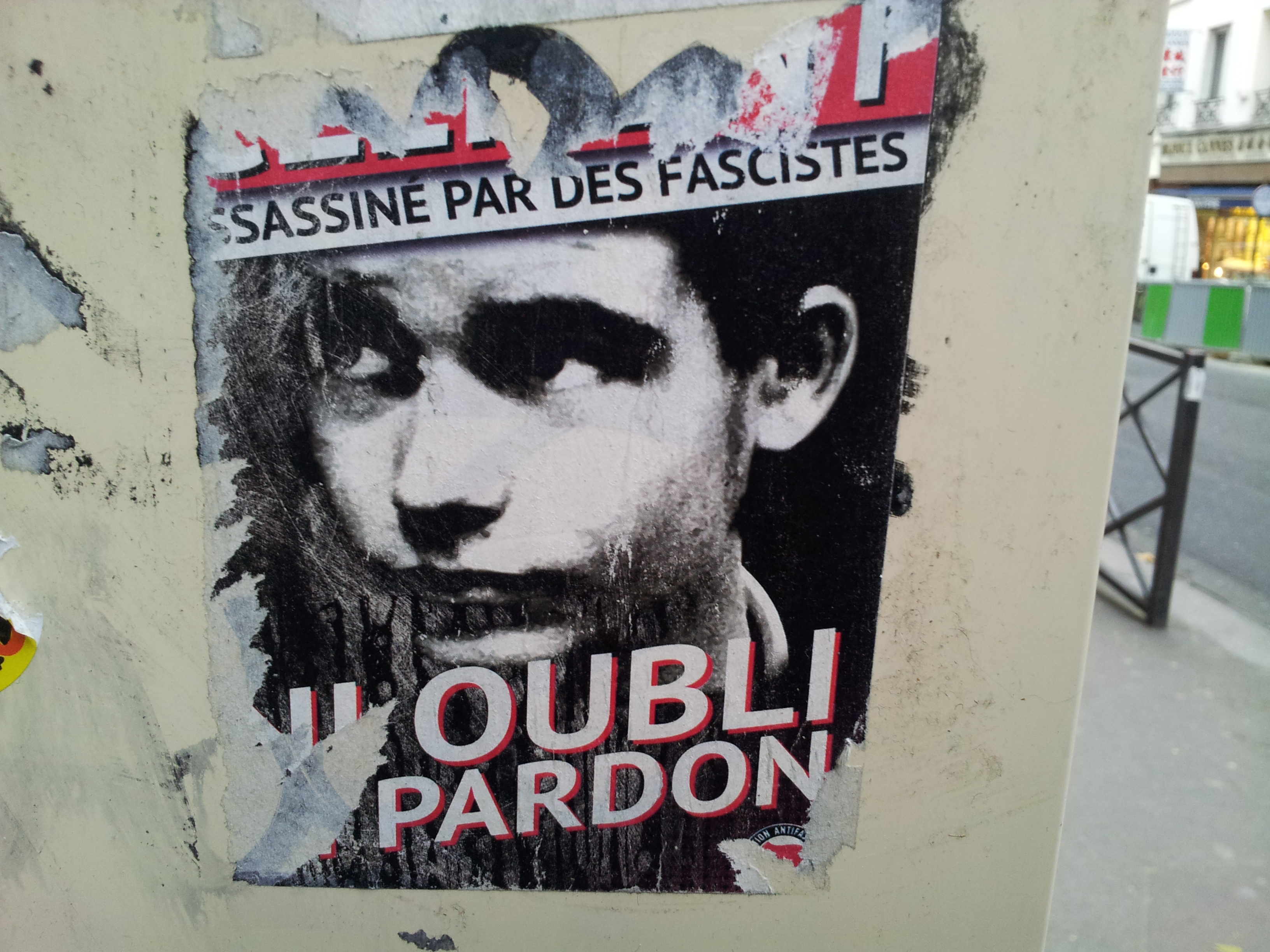
Manifesto con ritratto Clément Méric a Parigi dopo la sua morte

L'omicidio di Clément Méric è un episodio di cronaca nera avvenuto a Parigi il 5 giugno 2013 durante uno scontro tra estremisti di destra e di sinistra, nel corso del quale perse la vita il diciottenne Clément Méric.
I responsabili della morte del giovane francese furono identificati negli skinhead neonazisti Estebán Morillo e Samuel Dufour, che nel 2021 furono condannati a rispettivamente 8 e 5 anni di reclusione.

## Storia
Clément Méric era nato il 30 novembre 1994 a Brest, in Bretagna, e si era trasferito con la famiglia a Parigi quando aveva 17 anni. Studente universitario al Sciences Po, si avvicinò alla sinistra radicale, militando in Action Antifasciste Paris-Banlieue, nel Partito di Sinistra e nel sindacato studentesco Sud-Solidaires. Tra il 2012 e il 2013, la Francia venne percorsa da grandi manifestazioni di movimenti conservatori e organizzazioni di estrema destra contro la proposta di legge del presidente socialista François Hollande di introdurre il matrimonio gay, ciò contribuì ad esasperare le tensioni politiche.
Il 5 giugno 2013, in centro a Parigi, in Rue Caumartin, vicino al Boulevard Haussmann, Méric, all'epoca dei fatti maggiorenne, fu aggredito verso le ore 18, da un gruppetto di skinhead di simpatie neonaziste con felpe con scritto "Sangue e onore" e appartenenti alle organizzazioni di estrema destra Gioventù nazionalista rivoluzionaria (Jeunesses Nationalistes Révolutionnaires) e Troisième Voie di Serge Ayoub, durante un banchetto per la vendita di abiti. Tre giovani naziskin, fra cui una donna, iniziarono ad aggredire i giovani sul posto, con spintoni e invettive, poi i tre vennero raggiunti da rinforzi. Méric venne colpito da un tirapugni, facendogli sbattere poi la testa su un cono segnaletico vicino alla fermata di Saint-Lazare.

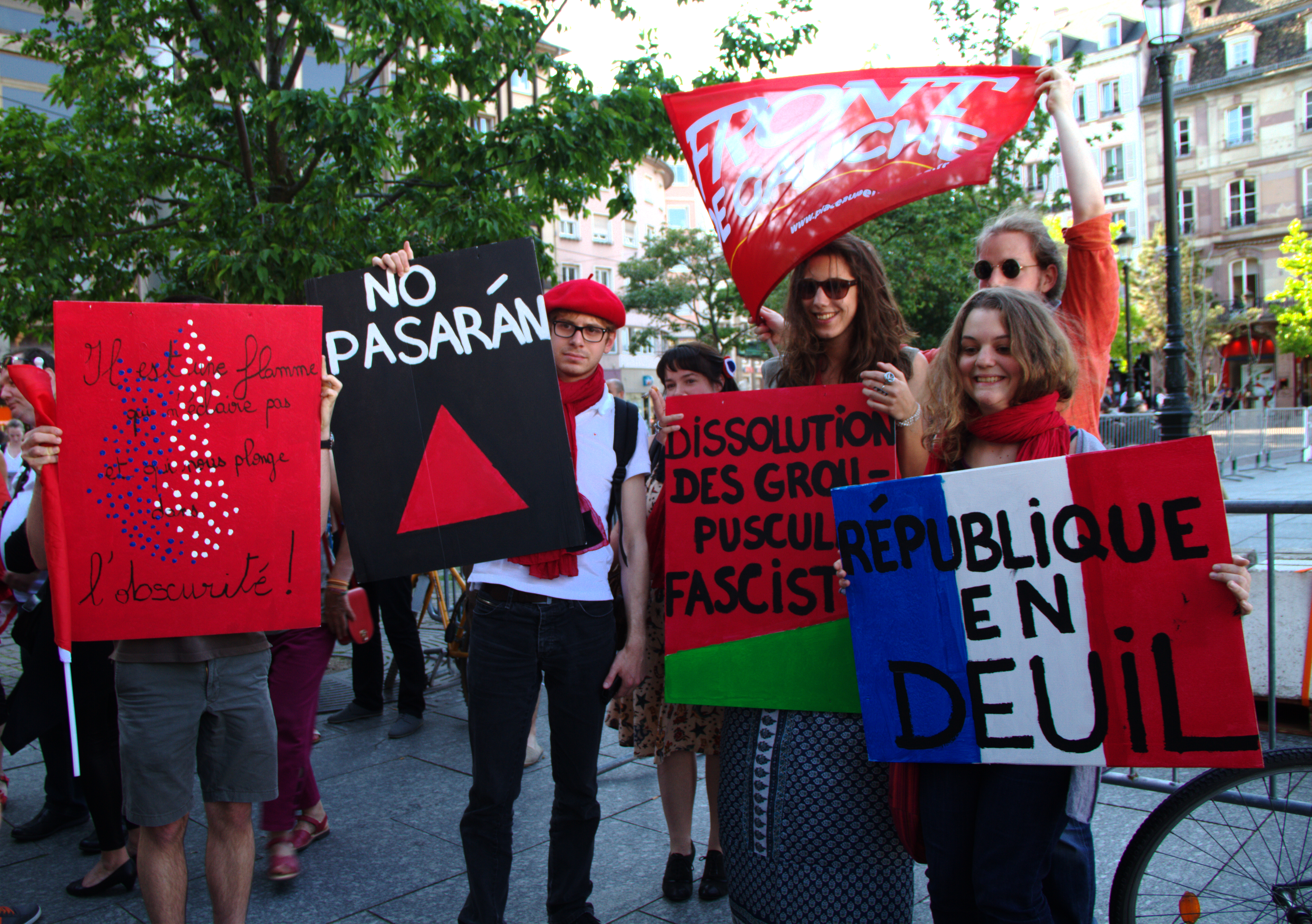
Manifestazione in memoria di Clément Méric a Strasburgo il 6 giugno 2013

Dopo la feroce aggressione, Méric perse subito i sensi e venne trasportato d'urgenza in ospedale, dove morì il 6 giugno per morte cerebrale a causa dei colpi ricevuti.

### I colpevoli e la reazione della politica
La società francese fu molto colpita dall'omicidio del ragazzo. Hollande e il primo ministro Jean-Marc Ayrault condannarono pubblicamente la tragedia, la leader del Fronte Nazionale, Marine Le Pen, si unì alle condanne, mentre i gruppi di sinistra si riunirono nella capitale mobilitandosi a ricordo di Méric e gli aggressori si diedero alla fuga. Sul fatto intervenne anche l'allora ministro dell'Interno Manuel Valls, promettendo lo sradicamento della violenza politica.  
La polizia individuò in Esteban Morillo e Samuel Dufour nei responsabili della morte di Méric. In particolare, Morillo, nato a Cadice nel 1992 ma cresciuto a Neuilly-Saint-Front, sferrò il colpo fatale al giovane antifascista, mentre Dufour, impiegato bancario nato a Dieppe nel 1993, avrebbe impedito agli antifascisti presenti di soccorrere la vittima. 
In prima istanza, il 14 settembre 2018 la corte d'assise di Parigi condannò Morillo e Dufour a 11 e 7 anni di carcere, in appello il 5 giugno 2021 vennero ridotti a 8 e 5 anni di reclusione. 
Il 5 giugno 2023 è avvenuta la commemorazione del decennale dalla morte di Méric con un raduno di antifascisti da tutta Europa nel luogo della sua uccisione. Per tale occasione, la libreria indipendente Libertalia, con sede a Montreuil, ha pubblicato e diffuso il libro collettivo Clément Méric. Une vie, des luttes, che raccoglie gli atti giudiziari, le voci dei compagni, della famiglia, le foto e i ricordi di chi ha conosciuto Clément.